# Der Gehetzte von Soho
Der Gehetzte von Soho (Originaltitel: The Small World of Sammy Lee) ist ein britisches Filmdrama in Schwarzweiß aus dem Jahr 1963 von Tony Richardson, der auch das Drehbuch verfasst hatte. Die Hauptrollen sind mit Anthony Newley, Julia Foster, Robert Stephens und Wilfrid Brambell besetzt. Zum ersten Mal ins Kino kam der Film im April 1963 in Großbritannien. In der Bundesrepublik Deutschland hatte er seine Premiere am 14. Juli 1967.

## Handlung
Die Handlung ist im Londoner Stadtteil Soho angesiedelt, dem berühmt-berüchtigten Vergnügungsviertel der britischen Hauptstadt. Hier ist „die kleine Welt des Sammy Lee“ – so die deutsche Übersetzung des englischen Originaltitels – eines nur mäßig bezahlten Conférenciers in einem der vielen Striptease-Lokale. Aus dieser Enge gibt es kein Entkommen, erst recht nicht vor den Rasiermessern, mit denen die „Organisationen“ säumige Schuldner zu zeichnen pflegen. Und bei Sammy Lee ist es jetzt auch so weit, dass ihm gerade einmal fünf Stunden Zeit bleiben, um 300 Pfund Wett- und Spielverluste zu begleichen. Mit beinahe verbissenem Heroismus macht er sich an die schier hoffnungslose Aufgabe, einen Nachmittag lang die Summe durch Pump und durch teils ehrliche, teils unehrliche Geschäfte zwischen seinen Auftritten aufzutreiben. Aber am Abend, als es ganz wider Erwarten gelungen scheint, findet sich unter dem ausdrücklich ausbedungenen Bargeld doch ein Scheck. Das bedeutet das Ende. Mit schwarzem Galgenhumor macht Jonny Lee von der Bühne aus zunächst den Club und dann die Gäste lächerlich. Anschließend versucht er eine Flucht, gibt aber bald resigniert wieder auf. Die Schläger richten ihn fürchterlich zu, verschonen ihn aber vor dem Schlimmsten und stecken ihm am Ende sogar den Scheck wieder zu.

## Kritiken
Der Evangelische Film-Beobachter fasst seine Kritik so zusammen: „Eine großartig gestaltete Studie, deren beklemmend getroffenes Milieu erschütternden Eindruck hinterläßt.“ Auch das Lexikon des internationalen Films hat eine gute Meinung von dem Film: „Eine überzeugende Milieustudie, die sich ganz auf das Schicksal des kleinen Mannes konzentriert“. Zeit Online urteilt: „Ohne melodramatisches Beiwerk porträtiert Hughes mit realistischer Genauigkeit ein mieses Milieu. In den freudlosen Gassen von Soho gibt es Glamour nur für Touristen.“